# Göd
Göd is een plaats (város) en gemeente in het Hongaarse comitaat Pest. Göd telt 16 951 inwoners (2007).